# Caffeicoltura in Etiopia

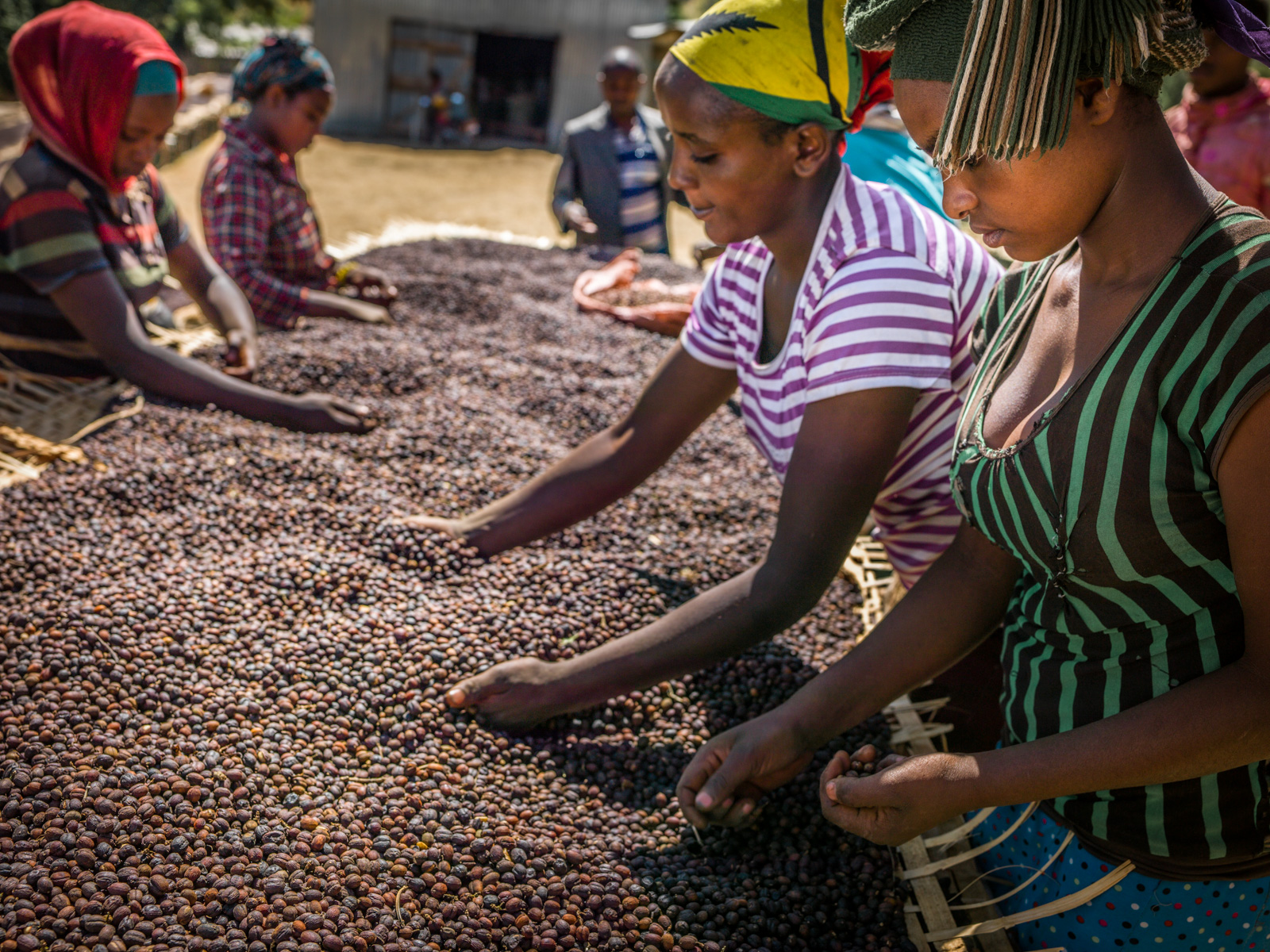
Selezione dei grani in Auasa

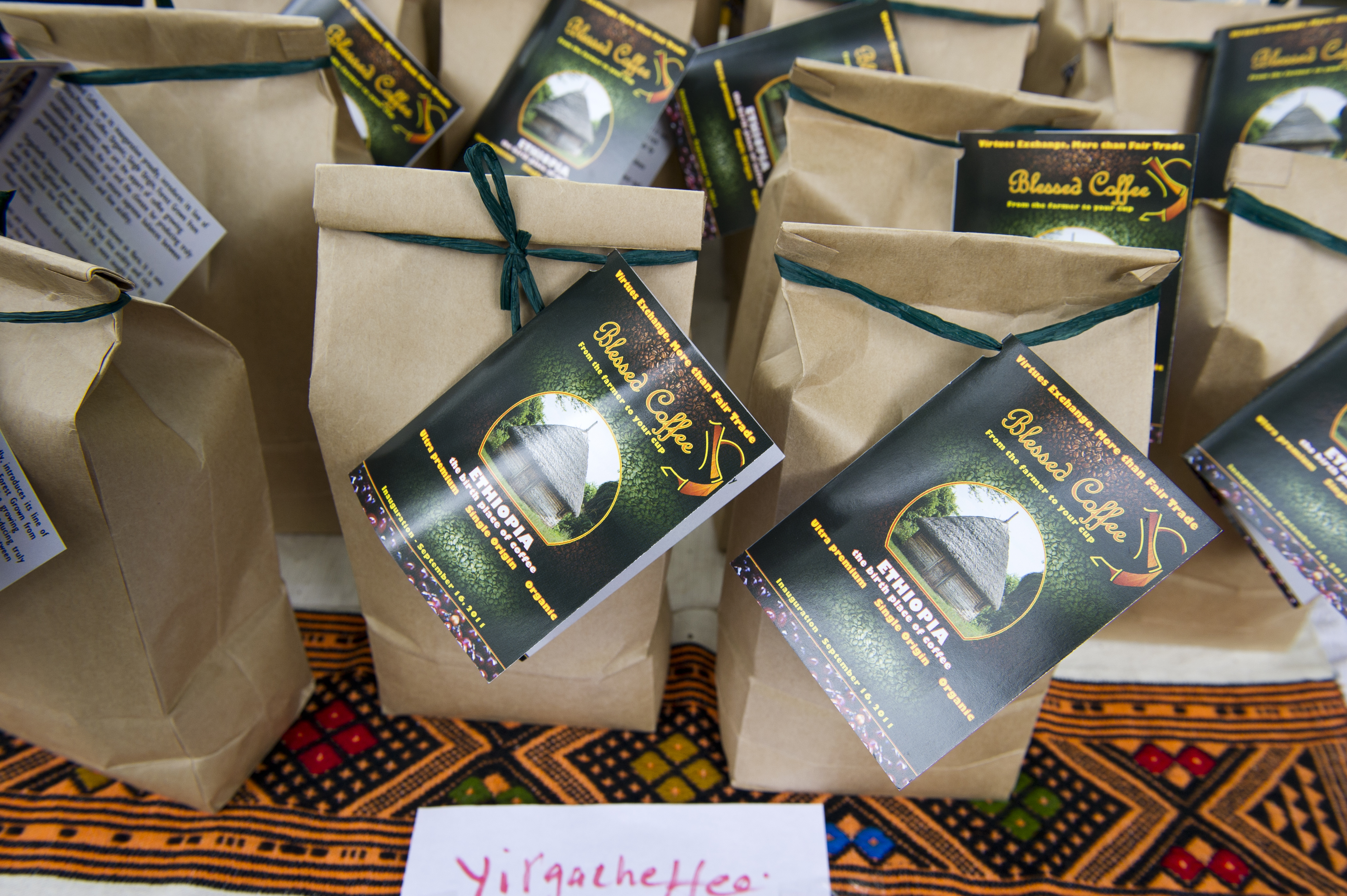
Confezioni di caffè etiope

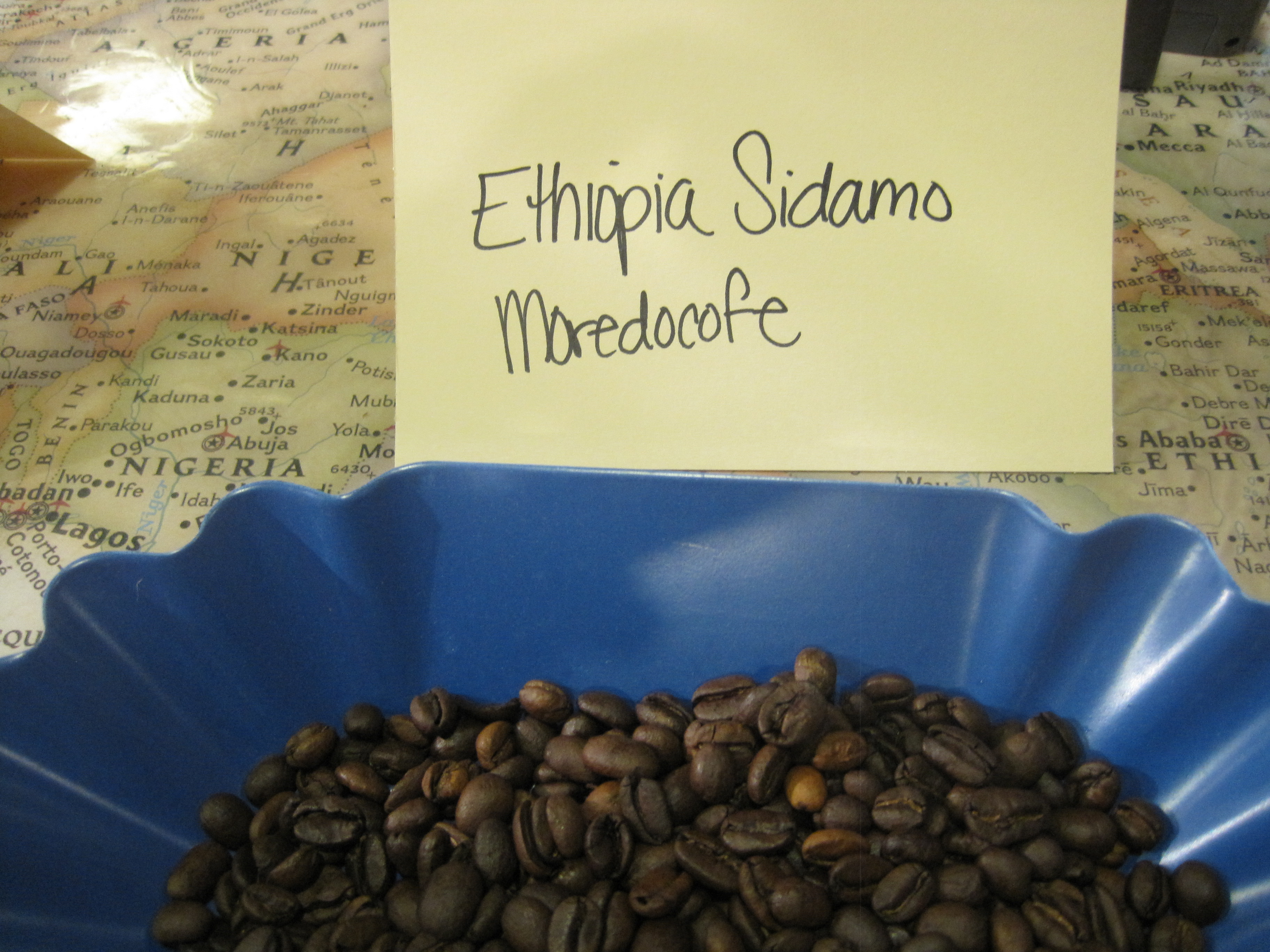
Chicchi di cafè Sidamo d'Etiopia

La caffeicoltura in Etiopia è una tradizione consolidata e di lunga data; il paese è difatti la patria di nascita della Coffea arabica, la pianta originaria del caffè. Da qui, precisamente dal territorio di "Kaffa", poi si diffuse in tutto il mondo.
Attualmente la nazione rappresenta circa il 3% del mercato caffeicolo globale. La coltivazione gioca un ruolo di notevole importanza nell'economia dell'Etiopia; quasi il 60% dei redditi in valuta pregiata straniera proviene direttamente dall'industria del caffè, con più di 15 milioni di persone occupate, le quali si affidano interamente ad alcuni aspetti della sua produzione per trarne il necessario sostentamento.
Nel 2006 l'export dei chicchi di caffè ha portato 350 milioni di dollari nelle casse dello Stato, equivalenti al 34% dell'intera esportazione annuale.

## Storia
La Coffea ancestrale, come detto, è nata in terra etiope. La leggenda vuole che un pastore ne scoprì le virtù dopo aver notato l'effetto energizzante che le drupe dell'arbusto avevano sul suo gregge di capre; il racconto però è apparso in forma scritta solo nel 1671, pertanto è da considerarsi con buona probabilità un falso.

## Produzione
L'Etiopia è il 7º maggiore produttore mondiale di caffè e il principale dell'Africa, con 260.000 tonnellate raccolte nel 2006; quasi la metà viene consumata dalla stessa popolazione, guidando così il continente nel consumo interno.
I maggiori mercati internazionali sono l'Unione europea (con il 49% delle esportazioni), l'Asia orientale (il 25%) e l'America del Nord. L'area totale utilizzata per la coltivazione è stimata a circa 4.000 km², anche se la dimensione precisa non è nota a causa della natura assai frammentata delle fattorie.
Il modo di produzione non è cambiato molto dai tempi antichi, con quasi tutti i lavori, la coltivazione e l'essiccazione, ancora fatti a mano nel modo classico. I ricavi derivanti rappresentano il 10% delle entrate annuali del governo; questo è dovuto all'alta quota globale posseduta. Vengono nonostante ciò compiuti sforzi da parte del governo diretti verso una riduzione della priorità detenuta del settore nel PIL, questo nel tentativo di aumentare invece il campo manifatturiero.
L'"Autorità per il Caffè e il Tè", parte del governo federale, gestisce qualsiasi affare relativo ai due ambiti, come ad esempio la fissazione del prezzo al quale le stazioni di lavorazione acquistano le future bevande dagli agricoltori. Si tratta dell'erede di un sistema di nazionalizzazione adottato dal precedente regime, che ha affidato tutte le aziende alle cooperative. Il mercato statale è fortemente regolato attraverso licenze, con l'obiettivo di evitarne troppo la concentrazione.

## Varietà regionali
I chicchi di caffè etiopi che vengono coltivati nella regione di Harar, nella provincia meridionale Sidamo, nel distretto di Yirgacheffe e a Limu in Oromia; essi vengono tenuti separati e commercializzati sotto il loro nome particolare. Queste varietà sono marche con diritto di proprietà dell'Etiopia.